# Meistriliiga 1998
Die Meistriliiga 1998 war die achte Spielzeit der höchsten estnischen Fußball-Spielklasse der Herren, der Meistriliiga. Die Spielzeit begann am 17. Juli 1998 und endete am 17. Oktober 1998.

## Saison
Die Saison 1998, wurde zum zweiten Mal nach der Debütsaison 1992 im Kalenderjahr gespielt, allerdings nur in den Herbstmonaten. Nachdem der Estnische Fußballverband nach der Saison 1997/98 die Spielzeit von Herbst/Frühjahr auf Kalenderjahr-Rhythmus umgestellt hatte. Dadurch wurde der FC Flora Tallinn in der Saison 1997/98 sowie 1998 Meister.
Mit dem Sieg im Estnischen Pokal konnte man das Double gewinnen. Als amtierender estnischer Meister scheiterte Flora in der folgenden Champions-League-Saison 1999/2000 in der ersten Qualifikationsrunde am FK Partizan Belgrad. Der JK Eesti Põlevkivi Jõhvi ging am Ende der Saison in die Relegation gegen den KSK Vigri Tallinn und konnte diese für sich entscheiden. Aufgrund der Fusion zwischen Tallinna Sadam und Levadia Maardu zum FC Levadia Maardu am Ende der Spielzeit nahm dieser als FC Levadia Maardu an der UEFA-Cup-Qualifikation 1999/2000 teil. Der Lelle SK blieb trotz Abstiegsplatz in der Liga, weil durch die Fusion zwischen dem Aufsteiger aus der Esiliiga dem FC Maardu und dem Tallinna Sadam ein Platz in der Meistriliiga frei wurde.
Die Meisterschaft wurde in einer regulären Spielzeit in Hin- und Rückrundenspiel ausgetragen. Jedes Team trat dabei zwei Mal gegen jede andere Mannschaft an. Der Tabellenletzte stieg direkt in die zweitklassige Esiliiga ab, der Siebtplatzierte spielte in der Relegation.

## Vereine
| Verein                   | Stadt        | Stadion                | Kapazität |
| ------------------------ | ------------ | ---------------------- | --------- |
| Tallinna Sadam           | Tallinn      | Kalevi Keskstaadion    | 12.0000   |
| FC Flora Tallinn         | Tallinn      | Kadrioru staadion      | 5.000     |
| FC Lantana Tallinn       | Tallinn      | Kadrioru staadion      | 5.000     |
| Tulevik Viljandi         | Viljandi     | Viljandi Linnastaadion | 2.000     |
| FC TVMK Tallinn          | Tallinn      | Viimsi Stadion         | 2.000     |
| JK Eesti Põlevkivi Jõhvi | Kohtla-Järve | Jõhvi linnastaadion    | 2.000     |
| JK Trans Narva           | Narva        | Kreenholmi staadion    | 2.000     |
| Lelle SK                 | Lelle        | Kehtna staadion        | 1.500     |

## Abschlusstabelle
| Pl. | Verein                   | Sp. | S  | U | N  | Tore    | Diff. | Punkte |
| --- | ------------------------ | --- | -- | - | -- | ------- | ----- | ------ |
| 1.  | FC Flora Tallinn (M, P)  | 14  | 11 | 2 | 1  | 046:140 | +32   | 35     |
| 2.  | Tallinna Sadam 1         | 14  | 11 | 1 | 2  | 048:100 | +38   | 34     |
| 3.  | FC Lantana Tallinn       | 14  | 7  | 4 | 3  | 027:200 | +7    | 25     |
| 4.  | JK Trans Narva           | 14  | 6  | 5 | 3  | 028:200 | +8    | 23     |
| 5.  | Tulevik Viljandi         | 14  | 5  | 3 | 6  | 015:250 | −10   | 18     |
| 6.  | FC TVMK Tallinn          | 14  | 3  | 4 | 7  | 015:270 | −12   | 13     |
| 7.  | JK Eesti Põlevkivi Jõhvi | 14  | 2  | 0 | 12 | 010:440 | −34   | 06     |
| 8.  | Lelle SK 2               | 14  | 0  | 3 | 11 | 010:390 | −29   | 03     |

Platzierungskriterien: 1. Punkte – 2. Direkter Vergleich (Punkte, Tordifferenz, geschossene Tore) – 3. Tordifferenz – 4. geschossene Tore

| (M) | amtierender Meister     |
| (P) | amtierender Pokalsieger |

### Kreuztabelle
| 1. Runde                 | FC Flora Tallinn | Tallinna Sadam | FC Lantana Tallinn | JK Trans Narva | Tulevik Viljandi | FC TVMK Tallinn | JK Eesti Põlevkivi Jõhvi | Lelle SK |
| ------------------------ | ---------------- | -------------- | ------------------ | -------------- | ---------------- | --------------- | ------------------------ | -------- |
| FC Flora Tallinn         |                  | 0:3            | 3:0                | 3:3            | 1:0              | 3:0             | 6:0                      | 6:1      |
| Tallinna Sadam           | 0:1              |                | 5:1                | 5:0            | 3:0              | 4:0             | 6:2                      | 3:2      |
| FC Lantana Tallinn       | 3:3              | 0:1            |                    | 3:3            | 3:0              | 0:0             | 4:1                      | 1:1      |
| JK Trans Narva           | 0:1              | 0:0            | 1:3                |                | 4:1              | 2:2             | 5:1                      | 1:0      |
| Tulevik Viljandi         | 0:5              | 4:3            | 0:3                | 0:0            |                  | 2:1             | 1:0                      | 3:0      |
| FC TVMK Tallinn          | 0:2              | 0:5            | 1:2                | 0:3            | 2:2              |                 | 4:0                      | 2:1      |
| JK Eesti Põlevkivi Jõhvi | 2:7              | 0:3            | 1:2                | 0:1            | 0:2              | 0:2             |                          | 1:0      |
| Lelle SK                 | 2:5              | 0:7            | 0:2                | 1:5            | 0:0              | 1:1             | 1:2                      |          |

## Relegation
Die Spiele fanden am 28. Oktober und 8. November 1998 statt.
|                   | Gesamt |                          | Hinspiel | Rückspiel |
| ----------------- | ------ | ------------------------ | -------- | --------- |
| KSK Vigri Tallinn | 0:2    | JK Eesti Põlevkivi Jõhvi | 0:2      | 0:0       |

## Torschützenliste
| Platz | Spieler           | Mannschaft       | Tore |
| ----- | ----------------- | ---------------- | ---- |
| 01.   | Konstantin Nahk   | Tallinna Sadam   | 13   |
| 02.   | Andrei Krõlov     | Tallinna Sadam   | 10   |
| 02.   | Andres Oper       | FC Flora Tallinn | 10   |
| 02.   | Indrek Zelinski   | FC Flora Tallinn | 10   |
| 05.   | Dmitrij Lipartow  | JK Trans Narva   | 07   |
| 05.   | Tomas Ražanauskas | FC Flora Tallinn | 07   |